# Le Kram
Le Kram è una città della Tunisia settentrionale, ha il golfo di Tunisi ad est, mentre ad ovest troviamo il lago di Tunisi.